# ASD HC Sassari
L'ASD HC Sassari è stata una società di pallamano femminile di Sassari che ha militato nel campionato di Serie A1. Nata nel campo di pallamano all'aperto di Piazza d'Italia, per anni punto di riferimento della Pallamano in Sardegna rinuncia all'iscrizione del campionato 2013-2014 a causa di mancanza di finanziamenti e uno scarso budget.

## Storia
Nel 1983 nasce la S.S. 4 Mori H.C. Sassari che acquisisce il diritto di partecipare al campionato nazionale di serie B femminile al posto dell'assorbita ex Palestra Usai, vincitrice l'anno precedente del campionato di serie C. Il presidente Antonio Pes e l'allenatore Gigi Santoru, portano la squadra al terzo posto nel campionato 83-84.
Nel campionato nazionale di serie B 84-85, allenata dal duo Gigi Santoru - Roberto Cesaraccio, la 4 Mori H.C. di Sassari si classifica al secondo posto e viene promossa in serie A.
Nella stagione 85-86 la società cambia nome assumendo quello di Sardinja H.C. Sassari cui si aggiungerà la sponsorizzazione Chirmed Farmeco. La squadra cambia allenatore e passa nelle mani di Vanni Desole. La prima esperienza in serie A però è disastrosa e finisce penultima in classifica, È la retrocessione, rimediata in extremis con un ripescaggio grazie alla Federazione.
Nel campionato 86-87 si rinforza delle giocatrici della nazionale quali Dagmar Gitel e Loredana Teofilo che si aggiungono alla Jugoslava Gordana Vidovic. La Chirmed è tra le favorite allenata da Vanni Desole. Si classifica prima nel suo girone ma nei playoff subisce un crollo classificandosi 4^.
Nel campionato 87-88 arriva il portiere nazionale Fulvia Carciotti, la sassarese Maria Colombino e la Jugoslava Susanna Gustin.

## Palmarès

### Nazionali
- Campionati italiani: 6
  - 2002/03, 2004/05, 2005/06, 2006/07, 2007/08, 2008/09
- Coppe Italia: 6
  - 2001/02, 2002/03, 2004/05, 2005/06, 2009/10, 2010/11
- Supercoppe italiane: 3
  - 2006, 2009, 2010
- Handball Trophy: 1
  - 2009/10

## Rosa
Rosa e ruoli aggiornati alla stagione 2010/2011
| N° | Naz.                | Ruolo | Sportivo                |  |  |  |
| -- | ------------------- | ----- | ----------------------- |  |  |  |
| 66 | Italia (bandiera)   | P     | Cintia Amalia Albertini |  |  |  |
| 13 | Italia (bandiera)   | C     | Carolina Balsanti       |  |  |  |
| 17 | Russia (bandiera)   | T     | Vladena Bobrovnikova    |  |  |  |
| 7  | Ucraina (bandiera)  | T     | Iryna Chernova          |  |  |  |
| 10 | Italia (bandiera)   | A     | Ilenia Contini          |  |  |  |
|    | Italia (bandiera)   | A     | Tonia Cucca             |  |  |  |
|    | Italia (bandiera)   | P     | Adele De Santis         |  |  |  |
|    | Italia (bandiera)   | A     | Paola Delussu           |  |  |  |
| 19 | Italia (bandiera)   | C     | Giusy Ganga             |  |  |  |
| 25 | Romania (bandiera)  | A     | Cristina Gheorghe       |  |  |  |
| 15 | Serbia (bandiera)   | PV    | Ivana Mladenovic        |  |  |  |
| 12 | Italia (bandiera)   | P     | Luana Morreale          |  |  |  |
| 9  | Italia (bandiera)   | A     | Antonella Musina        |  |  |  |
| 8  | Italia (bandiera)   | A     | Carmen Onnis            |  |  |  |
| 77 | Italia (bandiera)   | PV    | Florentina Pastor       |  |  |  |
|    | Italia (bandiera)   | PV    | Andrea Alejandra Pepe   |  |  |  |
| 1  | Italia (bandiera)   | P     | Sabrina Lorena Porini   |  |  |  |
|    | Ungheria (bandiera) | A     | Andrea Takacs           |  |  |  |

## Ex-giocatori
Svetlana Kitić (1988/89–1990/91, 1993/94) Nel 2010, è stata votata miglior giocatore di pallamano femminile mai dalla International Handball Federation.
Luana Pistelli
Barbara Tetti
Gordana Vidovic
Laura Profili
Dorota Glysczeynska
Valeria Muretto
Elisabetta Pagliazzo
Dagmar Gitzl
Fulvia Carciotti
Maria Colombino
Loredana Teofilo
Lucia Krismanic
Vladena Bobrovnikova

## Vecchi Sponsor Title Name
1985-1989 Chirmed
1998-2002 Acciaro & Parodi
2002-2004 Florgarden
2004-2006 Sassari Città dei Candelieri
2006-2008 Edilcinque
2008-2009 Tangram
2009-2010 Verde Vita
2009-2010 No Sponsor
2011 Verde Vita
2013 Key Estate